# Chafia Rochdi
Chafia Rochdi (arabe : شافية رشدي), de son vrai nom Zakia Bent Haj Boubaker Marrakchi, née le 7 novembre 1910 à Sfax et morte le 21 juillet 1989, est une actrice et chanteuse tunisienne.

## Biographie
Elle naît en 1910 à Sfax. Orpheline dès son enfance, elle suit ses études primaires dans sa ville natale. Cependant, elle est éprise de théâtre dès l'âge de 14 ans et apprend à jouer du piano. Elle fait ses débuts au théâtre dans les années 1920 sous la férule de Mohamed Chabchoub. Ambitieuse, elle aspire à la reconnaissance du public de Tunis. Elle monte donc à la capitale vers 1929, s'installe à Bab Souika et fait entre-temps la connaissance du grand homme de théâtre Habib Manâa. Elle adhère à la troupe Fadhila Khetmi — du nom de l'artiste tunisienne qui fut la première à fonder sa propre troupe  — et prend part à ses premières représentations.
Affublée par ses admirateurs du surnom de Nana,, sa notoriété la fait remarquer par Mustapha Sfar à la recherche de nouvelles égéries. Véritable coqueluche de la capitale, Rochdi — son foulard en mousseline à la main — accompagne ses chansons d'un balancement du buste, interprétant des chansons en arabe ou en franco-arabe qu'elle agrémente de danses orientales.
Reine des cafés-concerts et des nuits blanches du ramadan, danseuse et tragédienne, elle est l'une des rares artistes tunisiennes à fonder sa propre compagnie théâtrale et l'unique femme à participer à la création de La Rachidia aux côtés de Mustapha Sfar. De 1934 à 1941, elle connaît la période faste de sa carrière artistique. Elle participe à divers orchestres en compagnie de grands musiciens de l'époque et crée même son propre orchestre qu'elle nomme « Orchestre Nana ». Courtisée, Rochdi se produit devant les membres de la famille beylicale. Cependant, vers la fin de sa vie, elle abandonne le chant pour se consacrer uniquement au théâtre.
Esprit anticonformiste pour son époque, elle se marie dix fois et scandalise Tunis en conduisant en 1940, recouverte d'un sefseri, une voiture décapotable à travers les rues de la capitale,. Amie des artistes et des hommes de lettres, elle tient chez elle un salon littéraire où se rencontrent les esprits les plus brillants du moment. À la fin de sa vie, elle qui avait connu les privations au début de sa vie, finit par léguer ses biens et sa fortune à des œuvres caritatives. Elle meurt en juillet 1989,.